# Deutsche Leichtathletik-Meisterschaften 1954/Resultate
Der Hauptteil der Wettbewerbe bei 54. Deutschen Leichtathletik-Meisterschaften wurde vom 6. bis 8. August 1954 im Hamburger Volksparkstadion ausgetragen.
In der hier vorliegenden Auflistung werden die in den verschiedenen Wettbewerben jeweils ersten sechs platzierten Leichtathletinnen und Leichtathleten aufgeführt. Eine Übersicht mit den Medaillengewinnerinnen und -gewinnern sowie einigen Anmerkungen zu den Meisterschaften findet sich unter dem Link Deutsche Leichtathletik-Meisterschaften 1954.
Wie immer gab es einige Disziplinen, die zu anderen Terminen an anderen Orten stattfanden – in den folgenden Übersichten jeweils konkret benannt.
Hier die ausführlichen Ergebnislisten der Meisterschaften:

## Meisterschaftsresultate Männer

### 100 m
| Platz | Athlet, Verein                     | Zeit (s) |
| ----- | ---------------------------------- | -------- |
| 1     | Heinz Fütterer (Karlsruher SC)     | 10,5     |
| 2     | Leonhard Pohl (TSV Pfungstadt)     | 10,7     |
| 3     | Adolf Kluck (ASV Köln)             | 10,8     |
| 4     | Manfred Germar (ASV Köln)          | 10,8     |
| 5     | Peter Kraus (VfB Stuttgart)        | 10,8     |
| 6     | Erich Fuchs (1. FC Kaiserslautern) | 11,0     |

Datum: 8. August

### 200 m
| Platz | Athlet, Verein                     | Zeit (s) |
| ----- | ---------------------------------- | -------- |
| 1     | Heinz Fütterer (Karlsruher SC)     | 21,5     |
| 2     | Leonard Pohl (TSV Pfungstadt)      | 21,9     |
| 3     | Peter Kraus (VfB Stuttgart)        | 22,0     |
| 4     | Walter Oberste (OSV Hörde)         | 22,1     |
| 5     | Karl Blümmel (Eintracht Frankfurt) | 22,3     |
| 6     | Manfred Völkel (TuS Neukölln 1865) | 22,5     |

Datum: 7. August

### 400 m
| Platz | Athlet, Verein                           | Zeit (s) |
| ----- | ---------------------------------------- | -------- |
| 1     | Karl-Friedrich Haas (1. FC Nürnberg)     | 47,4     |
| 2     | Hans Geister (CSV Marathon 1910 Krefeld) | 48,2     |
| 3     | Helmut Dreher (Rot-Weiß Koblenz)         | 48,8     |
| 4     | Kurt Bonah (Werder Bremen)               | 48,9     |
| 5     | Albert Radusch (DSD Düsseldorf)          | 49,5     |
| 6     | Kurt Heise (SSV Hagen)                   | 49,8     |

Datum: 7. August

### 800 m
| Platz | Athlet, Verein                               | Zeit (min) |
| ----- | -------------------------------------------- | ---------- |
| 1     | Olaf Lawrenz (Berliner SC)                   | 1:50,1     |
| 2     | Friedrich Stracke (Barmer TV 1846 Wuppertal) | 1:50,1     |
| 3     | Edmund Brenner (SKV Eglosheim)               | 1:51,5     |
| 4     | Ernst Viebahn (Rot-Weiß Oberhausen)          | 1:51,9     |
| 5     | Horst Liell (Post SV Trier)                  | 1:51,9     |
| 6     | Horst Peters (Werder Bremen)                 | 1:52,2     |

Datum: 8. August

### 1500 m
| Platz | Athlet, Verein                         | Zeit (min) |
| ----- | -------------------------------------- | ---------- |
| 1     | Werner Lueg (Barmer TV 1846 Wuppertal) | 3:45,4     |
| 2     | Günter Dohrow (SCC Berlin)             | 3:46,4     |
| 3     | Heinz Laufer (TG Schwenningen)         | 3:47,8     |
| 4     | Hans Emde (Barmer TV 1846 Wuppertal)   | 3:48,6     |
| 5     | Ludwig Hügen (FC Süchteln)             | 3:54,2     |
| 6     | Klaus Retiene (Eintracht Frankfurt)    | 3:55,4     |

Datum: 8. August

### 5000 m
| Platz | Athlet, Verein                     | Zeit (min) |
| ----- | ---------------------------------- | ---------- |
| 1     | Herbert Schade (Solinger LC)       | 14:17,4    |
| 2     | Friedhelm Bongard (Solinger LC)    | 14:46,0    |
| 3     | Fritz Hänsch (TSV München-Ost)     | 14:48,0    |
| 4     | Walter Müller (TSV 1860 München)   | 14:52,8    |
| 5     | Xaver Höger (1. FC Kaiserslautern) | 14:54,0    |
| 6     | Siegfried Steller (SCC Berlin)     | 14:54,6    |

Datum: 8. August

### 10.000 m
| Platz | Athlet, Verein                        | Zeit (min) |
| ----- | ------------------------------------- | ---------- |
| 1     | Herbert Schade (Solinger LC)          | 29:30,0    |
| 2     | Hermann Eberlein (TSV 1860 München)   | 31:25,2    |
| 3     | Gerd von Hanu-Krüger (TK Hannover)    | 31:27,2    |
| 4     | Siegfried Steller (SCC Berlin)        | 31:33,6    |
| 5     | Ludwig Eckel (SV Phönix Ludwigshafen) | 31:51,6    |
| 6     | Egon Maack (Altonaer FC von 1893)     | 31:54,8    |

Datum: 6. August

### Marathon
| Platz | Athlet, Verein                          | Zeit (h)  |
| ----- | --------------------------------------- | --------- |
| 1     | Hans Vollbach (TSV Bayer 04 Leverkusen) | 2:38:44,4 |
| 2     | August Blumensaat (TUSEM Essen)         | 2:39:25,0 |
| 3     | Willy Wange (TSV Bayer 04 Leverkusen)   | 2:45:30,6 |
| 4     | Wilhelm Grube (ETSV Altona-Eidelstedt)  | 2:46:24,0 |
| 5     | Gerhard Dorfeld (BTSV 1850 Berlin)      | 2:47:24,0 |
| 6     | Fritz Schöning (TUSEM Essen)            | 2:48:12,0 |

Datum: 24. Juli
fand in Leverkusen statt

### Marathon, Mannschaftswertung
| Platz | Verein, Besetzung                                                  | Zeit (h) |
| ----- | ------------------------------------------------------------------ | -------- |
| 1     | TSV Bayer 04 Leverkusen (Hans Vollbach, Willi Wange, Klaus Köhler) | 08:18:16 |
| 2     | TUSEM Essen 1 (August Blumensaat, Fritz Schöning, Günter Leifhelm) | 08:19:07 |
| 3     | BTSV 1850 Berlin (Gerhard Dorfeldt, Ernst Mensing, Hornbostel)     | 08:41:06 |
| 4     | ETSV Altona-Eidelstedt (Wilhelm Grube, Nickel, Theodor Meinecke)   | 09:40:02 |
| 5     | TUSEM Essen 2 (Wolfgang Pretz, Schulz, Grebert)                    | 10:20:58 |

Datum: 24. Juli
fand in Leverkusen statt
nur 5 Mannschaften in der Wertung

### 110 m Hürden
| Platz | Athlet, Verein                       | Zeit (s) |
| ----- | ------------------------------------ | -------- |
| 1     | Bert Steines (Rot-Weiß Koblenz)      | 15,1     |
| 2     | Hans Zepernick (Blau-Weiß Osnabrück) | 15,2     |
| 3     | Karl-Ernst Schottes (DSD Düsseldorf) | 15,2     |
| 4     | Wolfgang Troßbach (Berliner SC)      | 15,3     |
| 5     | Erwin Meister (1. FC Kaiserslautern) | 15,5     |
| 6     | Godehard Trentmann (SC Blumenthal)   | 16,0     |

Datum: 7. August

### 200 m Hürden
| Platz | Athlet, Verein                         | Zeit (s) |
| ----- | -------------------------------------- | -------- |
| 1     | Bert Steines (Rot-Weiß Koblenz)        | 24,4     |
| 2     | Alfred Maier (Post SV München)         | 25,1     |
| 3     | Arthur Scheibner (Stuttgarter Kickers) | 25,6     |
| 4     | Günter Preuß (VfL Gladbeck)            | 25,8     |
| 5     | Fritz Butenholz (DTSG 1874 Hannover)   | 27,6     |
| 6     | Gerd Fischer (MTV Elmshorn)            | 29,9     |

Datum: 7. August

### 400 m Hürden
| Platz | Athlet, Verein                         | Zeit (s) |
| ----- | -------------------------------------- | -------- |
| 1     | Kurt Bonah (Werder Bremen)             | 53,0     |
| 2     | Wolfgang Fischer (Stuttgarter Kickers) | 53,5     |
| 3     | Georg Sallen (OSV Hörde)               | 53,7     |
| 4     | Helmut Kwoczek (DTSG 1874 Hannover)    | 55,1     |
| 5     | Fritz Handrich (TV Mannheim-Rheinau)   | 55,2     |
| 6     | Werner Möller (Rendsburger TSV)        | 55,4     |

Datum: 8. August

### 3000 m Hindernis
| Platz | Athlet, Verein                        | Zeit (min) |
| ----- | ------------------------------------- | ---------- |
| 1     | Karl-Heinz Schmalz (Rot-Weiß Koblenz) | 9:03,2     |
| 2     | Helmut Thumm (TSV Bernhausen)         | 9:04,0     |
| 3     | Stephan Lüpfert (VfB Stuttgart)       | 9:16,6     |
| 4     | Gerhard Globisch (VfL Nordenham)      | 9:23,4     |
| 5     | Walter Müller (TSV 1860 München)      | 9:26,4     |
| 6     | Robert Vachenauer (SpVgg. Feuerbach)  | 9:26,6     |

Datum: 7. August

### 4 × 100 m Staffel
| Platz | Verein, Besetzung                                                             | Zeit (s) |
| ----- | ----------------------------------------------------------------------------- | -------- |
| 1     | ASV Köln (Heinz Oberbeck, Adolf Kluck, Emil Heydt, Manfred Germar)            | 41,7     |
| 2     | Eintracht Frankfurt (Eckefried Becker, Karl Blümmel, Richter, Schweigert)     | 41,9     |
| 3     | Karlsruher SC (Franz Bastian, Lothar Knörzer, Heinz Fütterer, Günter Kußmaul) | 42,0     |
| 4     | TSV 1860 München (Rampf, Heinrich Umlauft, Hans Trimpl, Eduard Feneberg)      | 42,1     |
| 5     | Rendsburger TSV (Reuter, Siemer, Klaus Kraft, Puls)                           | 42,2     |
| 6     | 1. FC Kaiserslautern (Busch, Erich Fuchs, Groß, Klein)                        | 42,3     |

Datum: 8. August

### 4 × 400 m Staffel
| Platz | Verein, Besetzung                                                                      | Zeit (min) |
| ----- | -------------------------------------------------------------------------------------- | ---------- |
| 1     | Rot-Weiß Koblenz (Wolfgang Schmidtke, Günther Steines, Hubert Huppertz, Helmut Dreher) | 3:16,9     |
| 2     | SCC Berlin (Schmode, Walter Sichling, Günter Dohrow, Seifert)                          | 3:17,1     |
| 3     | CSV Marathon 1910 Krefeld (Niepoth, Volker Rösch, Buchmann, Hans Geister)              | 3:19,3     |
| 4     | Polizei SV Berlin (Bartz, Berger, Simontowski, Nakladal)                               | 3:20,9     |
| 5     | SuS Menden 09 (Fischer, Köppe, Ebel, Friedrich)                                        | 3:21,0     |
| DNS   | 1. FC Nürnberg                                                                         |            |

Datum: 8. August

### 3 × 1000 m Staffel
| Platz | Verein, Besetzung                                                                 | Zeit (min) |
| ----- | --------------------------------------------------------------------------------- | ---------- |
| 1     | Barmer TV 1846 Wuppertal (Friedrich Stracke, Hans Emde, Werner Lueg)              | 7:26,5     |
| 2     | Polizei SV Berlin (Peter Wunderlich, Herbert Pieritz, Hans Deutschländer)         | 7:27,0     |
| 3     | TSV 1860 München (Alfred Brand, Günther Wagner, Heinrich Moser)                   | 7:27,8     |
| 4     | Rot-Weiß Oberhausen (Heinz Hoewner, Karl-Friedrich Dörsing, Heinz Westerteichner) | 7:29,0     |
| 5     | VfB Stuttgart (Stephan Lüpfert, Erhard, Helmut Thumm)                             | 7:31,4     |
| 6     | SpVgg. Feuerbach (Zimmermann, Schwarzwälder, Birk)                                | 7:31,6     |

Datum: 8. August

### 10.000 m Bahngehen
| Platz | Athlet, Verein                       | Zeit (min) |
| ----- | ------------------------------------ | ---------- |
| 1     | Claus Biethan (Hamburger SV)         | 49:46,4    |
| 2     | Alfred Schnabel (MTV Gießen)         | 50:18,0    |
| 3     | Alfred Fattmann (Schwarz-Weiß Essen) | 50:32,2    |
| 4     | Hans-Jürgen Dressel (SC Goslar 08)   | 51:28,2    |
| 5     | Rudolf Modes (Hamburger SV)          | 51:33,2    |
| 6     | Siegfried Kemper (SCC Berlin)        | 51:59,2    |

Datum: 7. August

### 50-km-Gehen
| Platz | Athlet, Verein                            | Zeit (h)  |
| ----- | ----------------------------------------- | --------- |
| 1     | Hermann Grittner (ESV Olympia Köln)       | 5:10:20,2 |
| 2     | Gustav Peinemann (Eintracht Braunschweig) | 5:12:04,0 |
| 3     | Walter Stoltz (Eintracht Braunschweig)    | 5:16:10,2 |
| 4     | Emil Griem (Hamburger SV)                 | 5:17:27,8 |
| 5     | Viktor Siuda (Eintracht Braunschweig)     | 5:18:48,2 |
| 6     | Robert Kübler (TSV Allianz Stuttgart)     | 5:21:00,8 |

Datum: 24. Juli
fand in Leverkusen statt

### 50-km-Gehen, Mannschaftswertung
| Platz | Verein, Besetzung                                                      | Zeit (h)   |
| ----- | ---------------------------------------------------------------------- | ---------- |
| 1     | Eintracht Braunschweig (Gustav Peinemann, Walter Stoltz, Viktor Siuda) | 15:47:02,4 |
| 2     | Hamburger SV (Emil Griem, Rudolf Modes, Claus Biethan)                 | 16:45:39,2 |
| 3     | ESV Grün-Weiß Essen (Tietze, Riemenschneider, Willi Schneidereit)      | 17:10:18,2 |

Datum: 24. Juli
fand in Leverkusen statt
nur 3 Mannschaften in der Wertung

### Hochsprung
| Platz | Athlet, Verein                            | Höhe (m) |
| ----- | ----------------------------------------- | -------- |
| 1     | Werner Bähr (Olympia Neumünster)          | 1,96     |
| 2     | Hans-Jürgen Jenss (VfL Wolfsburg)         | 1,93     |
| 3     | Günther Theilmann (Eintracht Frankfurt)   | 1,93     |
| 4     | Dieter Witte (SC Tegeler Forst Berlin)    | 1,85     |
| 5     | Bernd Naumann (SC Frankfurt 1880)         | 1,85     |
| 6     | Hugo Mondroch (CSV Marathon 1910 Krefeld) | 1,80     |

Datum: 7. August

### Stabhochsprung
| Platz | Athlet, Verein                      | Höhe (m) |
| ----- | ----------------------------------- | -------- |
| 1     | Julius Schneider (SC Pforzheim)     | 4,10     |
| 2     | Wigo Biffart (TSG Neustadt)         | 3,80     |
| 3     | Willi Reißmann (TV Fürth 1860)      | 3,80     |
| 4     | Adolf Bötefür (Rot-Weiß Oberhausen) | 3,80     |
| 5     | Kurt Landschulze (Preussen Krefeld) | 3,80     |
| 6     | Horst Drumm (Rot-Weiß Koblenz)      | 3,70     |

Datum: 8. August

### Weitsprung
| Platz | Athlet, Verein                     | Weite (m) |
| ----- | ---------------------------------- | --------- |
| 1     | Heinz Oberbeck (ASV Köln)          | 7,39      |
| 2     | Günther Jobst (Düsseldorfer SC 99) | 7,25      |
| 3     | Fritz Gleim (Eintracht Frankfurt)  | 7,23      |
| 4     | Wolfgang Bergmann (Hannover 96)    | 7,13      |
| 5     | Erhard Mallek (DTSG 1874 Hannover) | 6,93      |
| 6     | Ronald Krüger (Kieler TV)          | 6,92      |

Datum: 7. August

### Dreisprung
| Platz | Athlet, Verein                       | Weite (m) |
| ----- | ------------------------------------ | --------- |
| 1     | Theo Strohschnieder (TV Cloppenburg) | 14,67     |
| 2     | Herbert Pfeffer (SV Darmstadt 98)    | 14,49     |
| 3     | Kurt Trozowski (TuS Jahn Werdeloh)   | 14,45     |
| 4     | Rudolf Waneck (TSV 1860 München)     | 14,27     |
| 5     | Heinz Mies (Rot-Weiß Koblenz)        | 14,08     |
| 6     | Wolf Reinhardt (SV Darmstadt 98)     | 14,01     |

Datum: 7. August

### Kugelstoßen
| Platz | Athlet, Verein                          | Weite (m) |
| ----- | --------------------------------------- | --------- |
| 1     | Josef Klik (TuS Fritzlar)               | 14,56     |
| 2     | Werner Eckert (FC Wehr)                 | 14,46     |
| 3     | Gerhard Brink (Rendsburger TSV)         | 14,37     |
| 4     | Karl Oweger (TSV 1860 München)          | 14,15     |
| 5     | Karl-Heinz Wegmann (Karl-Heinz Wegmann) | 14,14     |
| 6     | Lothar Müller (Rot-Weiß Koblenz)        | 14,09     |

Datum: 7. August

### Diskuswurf
| Platz | Athlet, Verein                              | Weite (m) |
| ----- | ------------------------------------------- | --------- |
| 1     | Karl Oweger (TSV 1860 München)              | 50,20     |
| 2     | Günther Noack (Grünweiß Frankfurt)          | 48,32     |
| 3     | Heinz Rosendahl (Schwarz-Weiß Radevormwald) | 47,32     |
| 4     | Gerhard Hilbrecht (TSV 1860 München)        | 46,40     |
| 5     | Walter Janssen (TSG Westerstede)            | 46,29     |
| 6     | Heinz Brandt (Polizei SV Kiel)              | 46,05     |

Datum: 8. August

### Hammerwurf
| Platz | Athlet, Verein                            | Weite (m) |
| ----- | ----------------------------------------- | --------- |
| 1     | Karl Storch (Borussia Fulda)              | 57,18     |
| 2     | Hugo Ziermann (Grünweiß Frankfurt)        | 55,29     |
| 3     | Paul Ronge (Schwarz-Weiß Radevormwald)    | 50,31     |
| 4     | Alfons Sonneck (TK Hannover)              | 50,11     |
| 5     | Karl Hagenburger (SV Phönix Ludwigshafen) | 50,01     |
| 6     | Rudolf Morey (SV Phönix Ludwigshafen)     | 49,88     |

Datum: 8. August

### Speerwurf
| Platz | Athlet, Verein                     | Weite (m) |
| ----- | ---------------------------------- | --------- |
| 1     | Herbert Koschel (Rot-Weiß Koblenz) | 68,48     |
| 2     | Gerhard Kelle (TSV Süßen)          | 67,16     |
| 3     | Emil Sick (Stuttgarter Kickers)    | 63,68     |
| 4     | Heinrich Will (Rendsburger TSV)    | 63,58     |
| 5     | Winfried Kretzschmar (SCC Berlin)  | 61,42     |
| 6     | Anton Diewald (Rot-Weiß Koblenz)   | 60,61     |

Datum: 7. August

### Fünfkampf,1952er Wertung
| Platz | Athlet, Verein                                 | P – offiz. Wert. | P – 85er Wert. |
| ----- | ---------------------------------------------- | ---------------- | -------------- |
| 1     | Horst Bodenstein (TK Hannover)                 | 2874             | 3320           |
| 2     | Werner Schmidt (TG Rüsselsheim)                | 2788             | 3226           |
| 3     | Hans-Georg von Schnering (Universität Münster) | 2671             | 3176           |
| 4     | Günter Murawski (Olympia Neumünster)           | 2645             | 3118           |
| 5     | Roland Vierneisel (Universität Heidelberg)     | 2567             | 3080           |
| 6     | Otto Koppenhöfer (TG Heilbronn)                | 2529             | 3059           |

Datum: 24. Juli
fand in Duisburg statt
Disziplinen des Fünfkampfs: Weitsprung, Speerwurf, 200 m, Diskuswurf, 1500 m

### Zehnkampf,1952er Wertung
| Platz | Athlet, Verein                       | P – offiz. Wert. | P – 85er Wert. |
| ----- | ------------------------------------ | ---------------- | -------------- |
| 1     | Friedel Schirmer (FC Stadthagen)     | 5993             | 6494           |
| 2     | Heinz Oberbeck (ASV Köln)            | 5883             | 6365           |
| 3     | Erwin Meister (1. FC Kaiserslautern) | 5683             | 6207           |
| 4     | Herbert Huppertz (Rot-Weiß Koblenz)  | 5667             | 6179           |
| 5     | Wigo Biffart (TSG Neustadt)          | 5471             | 6061           |
| 6     | Adolf Bötefür (Rot-Weiß Oberhausen)  | 5431             | 6021           |

Datum: 24./25. Juli
fand in Duisburg statt

### Waldlauf–7740 m
| Platz | Athlet, Verein                      | Zeit (min) |
| ----- | ----------------------------------- | ---------- |
| 1     | Stephan Lüpfert (VfB Stuttgart)     | 24:07,0    |
| 2     | Helmut Gude (VfB Stuttgart)         | 24:07,6    |
| 3     | Walter Konrad (TSV 1860 München)    | 24:10,8    |
| 4     | Fritz Hänsch (TSV München-Ost)      | 24:15,2    |
| 5     | Hermann Eberlein (TSV 1860 München) | 24:17,2    |
| 6     | Xaver Höger (1. FC Kaiserslautern)  | 24:22,2    |

Datum: 25. April
fand in Mainz-Gonsenheim statt

### Waldlauf–7740 m, Mannschaftswertung
| Platz | Verein, Besetzung                                                 | (Pkte)               |
| ----- | ----------------------------------------------------------------- | -------------------- |
| 1     | VfB Stuttgart (Stephan Lüpfert, Helmut Gude, Helmut Thumm)        | 09 (Plätze 01/2/8)   |
| 2     | TSV 1860 München (Walter Konrad, Hermann Eberlein, Walter Müller) | 15 (Plätze 03/5/10)  |
| 3     | SC Dahlhausen 1 (Erich Kruzycki, Reinhold Betting, Wiegand)       | 28 (Plätze 07/11/23) |
| 4     | SCC Berlin (Siegfried Steller, Dieter Kohls, Person)              | 33 (Plätze 09/13/27) |
| 5     | Hamburger SV (Ludwig Rögener, Gerhard Paschen, Klaus Ketelsen)    | 36 (Plätze 14/15/20) |
| 6     | SC Dahlhausen 2 (Gustav Disse, Dietz, Birkner)                    | 54 (Plätze 26/31/33) |

Datum: 25. April
fand in Mainz-Gonsenheim statt

## Meisterschaftsresultate Frauen

### 100 m
| Platz | Athletin, Verein                               | Zeit (s) |
| ----- | ---------------------------------------------- | -------- |
| 1     | Maria Sander, geb. Domagala (SuS 09 Dinslaken) | 12,6     |
| 2     | Irmgard Egert (Eintracht Frankfurt)            | 12,7     |
| 3     | Charlotte Böhmer (OSV Hörde)                   | 12,8     |
| 4     | Irene Brütting (Blau-Weiß Frankfurt)           | 12,9     |
| 5     | Helga Erny, geb. Klein (SG Mannheim)           | 13,0     |
| 6     | Renate Nitschke (OSV Hörde)                    | 13,1     |

Datum: 7. August

### 200 m
| Platz | Athletin, Verein                     | Zeit (s) |
| ----- | ------------------------------------ | -------- |
| 1     | Charlotte Böhmer (OSV Hörde)         | 24,7     |
| 2     | Maria Arenz (DSD Düsseldorf)         | 25,2     |
| 3     | Helga Erny, geb. Klein (SG Mannheim) | 25,3     |
| 4     | Jutta Klinge (Werder Bremen)         | 25,4     |
| 5     | Ulrike Lehr (Stuttgarter Kickers)    | 25,5     |
| 6     | Ilse Funke (TG 1846 Göttingen)       | 25,6     |

Datum: 8. August

### 800 m
| Platz | Athletin, Verein                        | Zeit (min) |
| ----- | --------------------------------------- | ---------- |
| 1     | Isolde Beichler (TSV Schwaben Augsburg) | 2:16,3     |
| 2     | Marianne Weiß (OSC Waldniel)            | 2:17,2     |
| 3     | Thea Isleb (Post-SV München)            | 2:21,2     |
| 4     | Anneliese Schäfer (TSG Armsheim)        | 2:22,5     |
| 5     | Christel Miklavicic (VfL Hüls)          | 2:23,7     |
| 6     | Berti Begasse (ATV Stolberg)            | 2:25,9     |

Datum: 7. August

### 80 m Hürden
| Platz | Athletin, Verein                               | Zeit (s) |
| ----- | ---------------------------------------------- | -------- |
| 1     | Maria Sander, geb. Domagala (SuS 09 Dinslaken) | 11,4     |
| 2     | Zenta Gastl (TSV 1860 München)                 | 11,5     |
| 3     | Anneliese Seonbuchner (1. FC Nürnberg)         | 11,5     |
| 4     | Marianne Hagedorn (DSD Düsseldorf)             | 11,5     |
| 5     | Rosemarie Scheibner (Stuttgarter Kickers)      | 11,8     |
| 6     | Gertrud Hantschk (TS Jahn München)             | 11,8     |

Datum: 7. August

### 4 × 100 m Staffel
| Platz | Verein, Besetzung                                                                          | Zeit (s) |
| ----- | ------------------------------------------------------------------------------------------ | -------- |
| 1     | OSV Hörde (Margret Hlubek, Waltraud Preker, Else Ostmann, Charlotte Böhmer)                | 48,8     |
| 2     | Eintracht Frankfurt (Renate Schwarzkopf, Irmgard Egert, Karola Ebenritter, Käthe Weigel)   | 48,8     |
| 3     | 1. FC Nürnberg (Wilhelmine Schubert, Anneliese Seonbuchner, Maria Sturm, Ursula Holzwarth) | 49,4     |
| 4     | SCC Berlin (Tobien, Naukus, Rothkegel, Krämer)                                             | 50,0     |
| 5     | Berliner Turnerschaft (Schiller, Karla Struck, Ursula Klopfleisch, Wolf)                   | 50,2     |
| DNF   | CSV Marathon 1910 Krefeld                                                                  |          |

Datum: 8. August
Die Staffel des CSV Marathon 1910 Krefeld schied wegen Stabverlusts nach IAAF-Regel 170.7 (Wechselfehler) aus.

### Hochsprung
| Platz | Athletin, Verein                     | Höhe (m) |
| ----- | ------------------------------------ | -------- |
| 1     | Ursula Schmückle (TSG Ulm 1846)      | 1,60     |
| 2     | Renate Krämer (ASV Köln)             | 1,55     |
| 3     | Gisela Bär (SpVgg. Feuerbach)        | 1,55     |
| 4     | Hildegard Gerschler (USC Freiburg)   | 1,55     |
| 5     | Ursula Ehrhardt (Rot-Weiß Koblenz)   | 1,55     |
| 6     | Christa Büchner (ASV Köln)           | 1,50     |
| 6     | Inge Kilian (Eintracht Braunschweig) | 1,50     |
| 6     | Toni Butz (VfB Stuttgart)            | 1,50     |

Datum: 8. August

### Weitsprung
| Platz | Athletin, Verein                 | Weite (m) |
| ----- | -------------------------------- | --------- |
| 1     | Lena Stumpf (TV Leer)            | 5,87      |
| 2     | Erika Fisch (MTV Osterode)       | 5,80      |
| 3     | Lore Fauth (Stuttgarter Kickers) | 5,78      |
| 4     | Renate Ibert (VfB Gaggenau)      | 5,72      |
| 5     | Helma Wiemann (TSV Malente)      | 5,71      |
| 6     | Maria Sturm (1. FC Nürnberg)     | 5,68      |

Datum: 8. August

### Kugelstoßen
| Platz | Athletin, Verein                                    | Weite (m) |
| ----- | --------------------------------------------------- | --------- |
| 1     | Marianne Werner, geb. Schulze-Entrup (SC Greven 09) | 14,60     |
| 2     | Marlene Biedermann (VfL Gladbeck)                   | 13,81     |
| 3     | Gerda Hagen (Post-SV Düsseldorf)                    | 13,55     |
| 4     | Edelgard Anhoff (SCC Berlin)                        | 13,02     |
| 5     | Hannelore Klute (USC Heidelberg)                    | 12,78     |
| 6     | Jolanda Mayr (TSV Pfronten)                         | 12,49     |

Datum: 8. August

### Diskuswurf
| Platz | Athletin, Verein                                    | Weite (m) |
| ----- | --------------------------------------------------- | --------- |
| 1     | Marianne Werner, geb. Schulze-Entrup (SC Greven 09) | 46,02     |
| 2     | Jolanda Mayr (TSV Pfronten)                         | 43,66     |
| 3     | Karen Sonneck, geb. Uthke (TK Hannover)             | 43,61     |
| 4     | Marianne Heinrich (TSV 1860 München)                | 42,62     |
| 5     | Gerda Hagen (Post SV Düsseldorf)                    | 42,35     |
| 6     | Walburga Kaiser (Preußen Münster)                   | 41,71     |

Datum: 6. August

### Speerwurf
| Platz | Athletin, Verein                 | Weite (m) |
| ----- | -------------------------------- | --------- |
| 1     | Jutta Krüger (OSC Berlin)        | 49,67 DR  |
| 2     | Almut Brömmel (TSV 1860 München) | 45,43000  |
| 3     | Elisabeth Groß (1. FC Nürnberg)  | 43,85000  |
| 4     | Gisela Maier (TSG Reutlingen)    | 43,54000  |
| 5     | Hanna Garleff (VfB Lübeck)       | 41,45000  |
| 6     | Edelgard Anhoff (SCC Berlin)     | 40,35000  |

Datum: 7. August
Mit ihren 49,67 m verbesserte Jutta Krüger ihren eigenen deutschen Rekord um 1,07 m.

### Fünfkampf
| Platz | Athletin, Verein                               | P – offiz. Wert. | P – 55er Wert. |
| ----- | ---------------------------------------------- | ---------------- | -------------- |
| 1     | Maria Sander, geb. Domagala (SuS 09 Dinslaken) | 3670             | 4307           |
| 2     | Lena Stumpf (TV Leer)                          | 3584             | 4271           |
| 3     | Marlene Biedermann (VfL Gladbeck)              | 3471             | 4098           |
| 4     | Maria Sturm (1. FC Nürnberg)                   | 3476             | 4175           |
| 5     | Lore Fauth (Stuttgarter Kickers)               | 3058             | 4084           |
| 6     | Christa Büchner (ASV Köln)                     | 2873             | 4033           |

Datum: 24./25. Juli
fand in Duisburg statt
Der Fünfkampf wurde von 1952 bis 1954 nach der in diesen Jahren für Frauen gültigen internationalen Tabelle gewertet, Disziplinen: Tag 1 – Kugelstoß, Hochsprung, 200 m / Tag 2 – 80 m Hürden, Weitsprung.

## Video
- Filmausschnitte u. a. von den Deutschen Leichtathletikmeisterschaften 1954 auf filmothek.bundesarchiv.de, Bereich: 7:13 min bis 9:35 min, abgerufen am 20. April 2021